# Columnea filipes
Columnea filipes är en tvåhjärtbladig växtart som beskrevs av Oliver. Columnea filipes ingår i släktet Columnea och familjen Gesneriaceae. Inga underarter finns listade i Catalogue of Life.